# Xenokeryx
Xenokeryx amidalae
Genre
Espèce
Xenokeryx est un genre éteint d'ongulés artiodactyles de la famille également éteinte des Palaeomerycidae. Il a vécu en Espagne au Miocène, il y a entre 16 millions et 11 millions d'années environ.

## Morphologie
Cet ongulé préhistorique, proche cousin des girafes, présente une protubérance en forme de T sur le crâne, ainsi qu'une paire d'ossicônes au-dessus des yeux.

## Répartition
Les Palaeomerycidae étaient abondants en Eurasie, du Portugal à la Chine, notamment dans la péninsule Ibérique, qui présente une forte diversité d'ongulés fossiles. 
Xenokeryx amidalae est notamment retrouvé en Espagne, au niveau du bassin de Loranca.

## Découverte et taxonomie
Xenokeryx est nommé en 2015 par Israel M. Sánchez (d) (du muséum d'Histoire naturelle de Madrid) et son équipe, après sa découverte sur le site de la Retama, en Espagne en 1992. Ces fossiles sont stockés dans un musée, puis réexaminés deux décennies plus tard par l'équipe de Sánchez. 
La seule espèce connue du genre Xenokeryx est Xenokeryx amidalae, nommée en hommage à la reine Padmé Amidala, personnage de Star Wars interprété par Natalie Portman, la protubérance de ce dernier rappelant les coiffes portées par la reine Amidala dans Star Wars, épisode I : La Menace fantôme,,.

## Galerie

Vues selon différents angles de l'appendice crânial de Xenokeryx amidalae.
Différentes vues de la mandibule inférieure de Xenokeryx amidalae.
Mâchoire supérieure et dents de Xenokeryx amidalae.
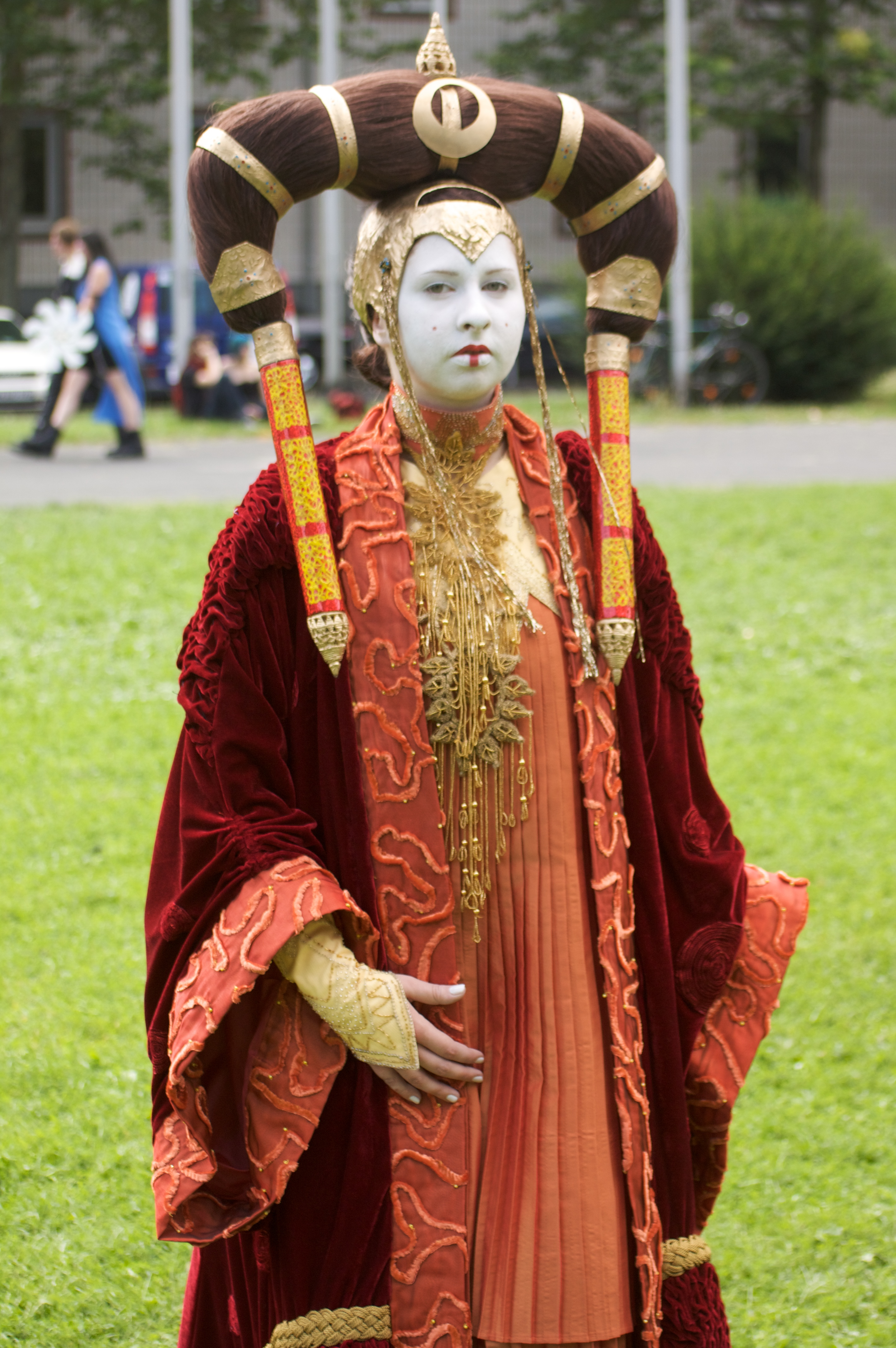
Cosplay de Padme Amidala avec la coiffure ayant inspiré le nom Xenokeryx amidalae.

## Publication originale
- (en) Israel M. Sánchez, Juan L. Cantalapiedra, María Ríos, Victoria Quiralte et Jorge Morales Romero, « Systematics and Evolution of the Miocene Three-Horned Palaeomerycid Ruminants (Mammalia, Cetartiodactyla) », PLOS One, PLoS, vol. 10, no 12,‎ 2 décembre 2015, e0143034 (ISSN 1932-6203, OCLC 228234657, PMID 26630174, PMCID 4668073, DOI 10.1371/JOURNAL.PONE.0143034, lire en ligne).